# Crotalaria hainanensis
Crotalaria hainanensis är en ärtväxtart som beskrevs av Cheng Chiu Huang. Crotalaria hainanensis ingår i släktet sunnhampor, och familjen ärtväxter. Inga underarter finns listade i Catalogue of Life.